# Natalie Wong
Natalie Wong, de son vrai nom Wong Kei-ying (黃𨥈瑩, née le 15 juillet 1975), est une actrice hongkongaise affiliée à la chaîne TVB.
Elle est la compagne de Louis Koo de 1994 à 2001.

## Biographie
Wong participe au concours de Miss Hong Kong en 1994  alors qu'elle est étudiante en commerce. Dès le début, elle est considérée comme la favorite par les médias de Hong Kong et remporte le prix de Miss Photogénique dès le début des demi-finales. Cependant, en raison de sa performance moyenne en finale, elle perd la couronne suprême au profit de Halina Tam (en), avec Annamarie Wood comme première dauphine, et Theresa Lee (en) comme seconde, et termine dans les cinq premières.

### Carrière à la télévision
En raison de sa popularité pendant le concours, la chaîne TVB l'engage rapidement et l'a choisie pour assumer l'un des principaux rôles féminins du sitcom Happy Harmony (餐餐有宋家), diffusé d'octobre 1994 à mars 1995. Malgré un talent d'actrice inférieur à la moyenne, elle continue à jouer des seconds rôles féminins dans diverses séries dramatiques.
En 1998, Wong devient l'animatrice de l'émission d'infodivertissement K-100 (en). En raison du manque de popularité des séries dramatiques de TVB pendant cette période, sa popularité décline rapidement. Après avoir terminé son contrat sur K-100 en 2000, elle assume le rôle principal féminin dans Prison on Fire - Plaintive Destiny (監獄風雲之夜囚) et continue à jouer des rôles dans des séries de TVB. Cependant, ceux qui lui sont proposés restent pour la plupart mineurs. Ce n'est qu'en 2006 qu'ils prennent plus d'ampleur, son plus récent étant un rôle secondaire important dans To Grow with Love (en) (肥田囍事) aux côtés de Myolie Wu (en) et Andy Hui. En raison de la popularité de K-100, elle est régulièrement invitée à des événements en direct et des galas.
En 2011, elle refuse de renouveler son contrat avec TVB, choisissant plutôt de se concentrer pleinement sur ses engagements dans le secteur de la beauté et des cosmétiques. Néanmoins, elle se sépare de TVB en bons termes et déclare qu'elle envisage de jouer à nouveau si le scénario est bon. Actuellement, elle fait des apparitions publiques en Asie et participe à des événements promotionnels de GVG HK.

## Filmographie

### Télévision
- 1994–1995 : Happy Harmony (餐餐有宋家)
- 1995 : Mutual Affection (河東獅吼)
- 1995 : Money Just Can't Buy (天降財神)
- 1996 : Mystery Files (迷離檔案)
- 1997 : Old Time Buddy (難兄難弟)
- 1997 : The Demi-Gods and Semi-Devils (天龍八部)
- 2000 : Love Without Boundaries (緣份無邊界)
- 2000 : Street Fighters (廟街•媽•兄弟)
- 2002 : Let's Face It (無考不成冤家)
- 2002 : Eternal Happiness (再生緣)
- 2002 : Square Pegs (戇夫成龍)
- 2003 : Not Just A Pretty Face (美麗在望)
- 2004 : Wars of In-laws (我的野蠻奶奶)
- 2005 : Just Love (老婆大人)
- 2006 : La Femme Desperado (女人唔易做)
- 2006 : To Grow with Love (肥田囍事)
- 2007 : Ten Brothers (十兄弟)
- 2008 : When a Dog Loves a Cat (當狗愛上貓)
- 2009 : The Winter Melon Tale (大冬瓜)
- 2009 : A Chip Off the Old Block (巴不得爸爸)
- 2012 : The Hippocratic Crush (小時)

### Cinéma
- 1997 : 03:00AM (夜半3點鐘)
- 1998 : T.H.E. Professionals (職業大賊)
- 1998 : Troublesome Night 3 (陰陽路3之升棺發財)
- 2001 : Prison on Fire - Plaintive Destiny (監獄風雲之夜囚)